# Coccygidium pallidum
Coccygidium pallidum är en stekelart som först beskrevs av Joseph Kriechbaumer 1894.  Coccygidium pallidum ingår i släktet Coccygidium och familjen bracksteklar. Inga underarter finns listade i Catalogue of Life.